# Milionia tagulensis
Milionia tagulensis là một loài bướm đêm trong họ Geometridae.